# Carina Witthöft
Carina Witthöft (Wentorf bei Hamburg, 16 februari 1995) is een tennisspeelster uit Duitsland.
Op vijfjarige leeftijd begon zij met het spelen van tennis. Haar favoriete ondergrond is hardcourt. Zij speelt rechtshandig en heeft een tweehandige backhand. Zij is actief in het proftennis sinds 2009. In 2013 speelde zij haar eerste grandslamtoernooi door drie partijen te winnen in het kwalificatietoernooi van Wimbledon 2013.
In 2017 won zij haar eerste WTA-titel in Luxemburg.

## Posities op deWTA-ranglijst
Positie per einde seizoen:
| jaar | rang enkelspel | rang dubbelspel |
| ---- | -------------- | --------------- |
| 2009 | 985            | –               |
| 2010 | 805            | –               |
| 2011 | 405            | –               |
| 2012 | 223            | 745             |
| 2013 | 210            | 869             |
| 2014 | 104            | 498             |
| 2015 | 65             | 429             |
| 2016 | 86             | 464             |
| 2017 | 51             | 345             |

## Resultaten grote toernooien
| Legenda | Legenda                          |
| ------- | -------------------------------- |
| g.t.    | geen toernooi gehouden           |
| l.c.    | lagere categorie                 |
| –       | niet deelgenomen                 |
| G       | uitgeschakeld in de groepsfase   |
| 1R      | uitgeschakeld in de eerste ronde |
| 2R      | uitgeschakeld in de tweede ronde |
| 3R      | uitgeschakeld in de derde ronde  |
| 4R      | uitgeschakeld in de vierde ronde |
| KF      | uitgeschakeld in de kwartfinale  |
| HF      | uitgeschakeld in de halve finale |
| F       | de finale verloren               |
| W       | het toernooi gewonnen            |
| w-v     | winst/verlies-balans             |

### Enkelspel
| toernooi             | 2013 | 2014 | 2015 | 2016 | 2017 | 2018 |
| -------------------- | ---- | ---- | ---- | ---- | ---- | ---- |
| grandslamtoernooien  |      |      |      |      |      |      |
| Australian Open      | –    | 1R   | 3R   | 1R   | 2R   | 1R   |
| Roland Garros        | –    | –    | 2R   | 1R   | 3R   | 1R   |
| Wimbledon            | 1R   | –    | 1R   | 3R   | 3R   | 1R   |
| US Open              | –    | –    | 1R   | 3R   | 1R   | 2R   |
| Premier Mandatory    |      |      |      |      |      |      |
| Indian Wells         | –    | –    | –    | 2R   | –    | 1R   |
| Miami                | –    | –    | –    | 2R   | 2R   | 3R   |
| Madrid               | –    | –    | –    | –    | –    | –    |
| Peking               | –    | –    | 1R   | –    | 1R   | –    |
| Premier Five         |      |      |      |      |      |      |
| Dubai/Doha           | –    | –    | –    | –    | –    | 2R   |
| Rome                 | –    | –    | –    | –    | –    | –    |
| Montreal/Toronto     | –    | –    | 3R   | –    | –    | –    |
| Cincinnati           | –    | –    | –    | –    | –    | –    |
| Tokio/Wuhan          | –    | –    | –    | –    | –    | –    |
| olympisch            |      |      |      |      |      |      |
| Olympische Spelen    | g.t. | g.t. | g.t. | –    | g.t. | g.t. |
| statistieken         |      |      |      |      |      |      |
| totaal aantal titels | 0    | 0    | 0    | 0    | 1    | 0    |
| eindejaarsranking    | 210  | 104  | 65   | 86   | 49   |      |

### Dubbelspel
| toernooi             | 2015 | 2016 | 2017 | 2018 |
| -------------------- | ---- | ---- | ---- | ---- |
| grandslamtoernooien  |      |      |      |      |
| Australian Open      | –    | 1R   | 1R   | 2R   |
| Roland Garros        | –    | –    | 1R   | 2R   |
| Wimbledon            | 1R   | –    | 1R   | 1R   |
| US Open              | –    | 1R   | 2R   | –    |
| Premier Mandatory    |      |      |      |      |
| Indian Wells         | –    | –    | –    | –    |
| Miami                | –    | –    | –    | –    |
| Madrid               | –    | –    | –    | –    |
| Peking               | –    | –    | –    | –    |
| Premier Five         |      |      |      |      |
| Dubai/Doha           | –    | –    | –    | 1R   |
| Rome                 | –    | –    | –    | –    |
| Montreal/Toronto     | –    | –    | –    | –    |
| Cincinnati           | –    | –    | –    | –    |
| Tokio/Wuhan          | –    | –    | 2R   | –    |
| olympisch            |      |      |      |      |
| Olympische Spelen    | g.t. | –    | g.t. | g.t. |
| statistieken         |      |      |      |      |
| totaal aantal titels | 0    | 0    | 0    | 0    |
| eindejaarsranking    | 429  | 464  | 350  |      |

## Palmares
| Legenda                 |
| ----------------------- |
| Grandslamtoernooi       |
| Olympische Spelen       |
| Year-End Championships  |
| Premier Mandatory       |
| Premier Five / WTA 1000 |
| Premier / WTA 500       |
| International / WTA 250 |
| Challenger / WTA 125    |

### WTA-finaleplaatsen enkelspel
| nr.              | finale     | toernooi      | ondergrond    | tegenstandster | score    |         |
| ---------------- | ---------- | ------------- | ------------- | -------------- | -------- | ------- |
| gewonnen finales |            |               |               |                |          |         |
| 1.               | 2017-10-21 | WTA Luxemburg | hardcourt (i) | Mónica Puig    | 6-3, 7-5 | details |
| verloren finales |            |               |               |                |          |         |
| geen             |            |               |               |                |          |         |

### WTA-finaleplaatsen dubbelspel
geen